# Saint-Germain-du-Pert
Saint-Germain-du-Pert är en kommun i departementet Calvados i regionen Normandie i norra Frankrike. Kommunen ligger i kantonen Isigny-sur-Mer som ligger i arrondissementet Bayeux. År 2022 hade Saint-Germain-du-Pert 151 invånare.

## Befolkningsutveckling
Antalet invånare i kommunen Saint-Germain-du-Pert
Referens:INSEE